# Keyner Brown
Keyner Yamal Brown Blackwood (sinh ngày 30 tháng 12 năm 1991) là một cầu thủ bóng đá người Costa Rica hiện tại thi đấu cho Herediano.

## Sự nghiệp

### Chuyên nghiệp
Brown khởi đầu sự nghiệp cùng với Brujas năm 2010. Anh dành cả sự nghiệp ở Costa Rica, trước khi chuyển đi theo dạng cho mượn tại Major League Soccer Houston Dynamo vào ngày 3 tháng 8 năm 2016.